# Río Bañuelos (afluente del Guadiana)
El río Bañuelos es un río del centro de la península ibérica perteneciente a la cuenca hidrográfica del Guadiana, que discurre por el norte de la provincia de Ciudad Real (España).

## Curso
La cabecera del río Bañuelos está formada por varios arroyos que descienden desde distintas sierras de los montes de Toledo. El río discurre en sentido norte-sur principalmente, a lo largo de unos 26 km hasta su desembocadura en el embalse del Vicario, donde confluye con el río Guadiana. Desde 1915, en que fue concluido el llamado "canal de alimentación", aporta la mayor parte de sus aguas al embalse de Gasset, en Fernan Caballero. Su principal afluente es el río Becea.
Aparece descrito en el tercer volumen del Diccionario geográfico-estadístico-histórico de España y sus posesiones de Ultramar de Pascual Madoz de la siguiente manera:

BAÑUELO: riach. en la prov. de Ciudad-Real: part. jud. de Piedrabuena: nace en las Guadalerzas, cruza de N. á S. todo el térm. de Malagón, recibiendo cerca de Peralvillo las aguas de otro arroyo llamado Abeceda, y entra en el Guadiana, inmediato al puente de Nolaya, térm. de Ciudad-Real: en el estío casi pierde su corriente, pero son temibles sus avenidas por no tener puente alguno: da riego á varios terrenos cerca de Malagon, y cria abundantes barbos.
(Madoz, 1846, p. 368)